# Federico Sanvitale

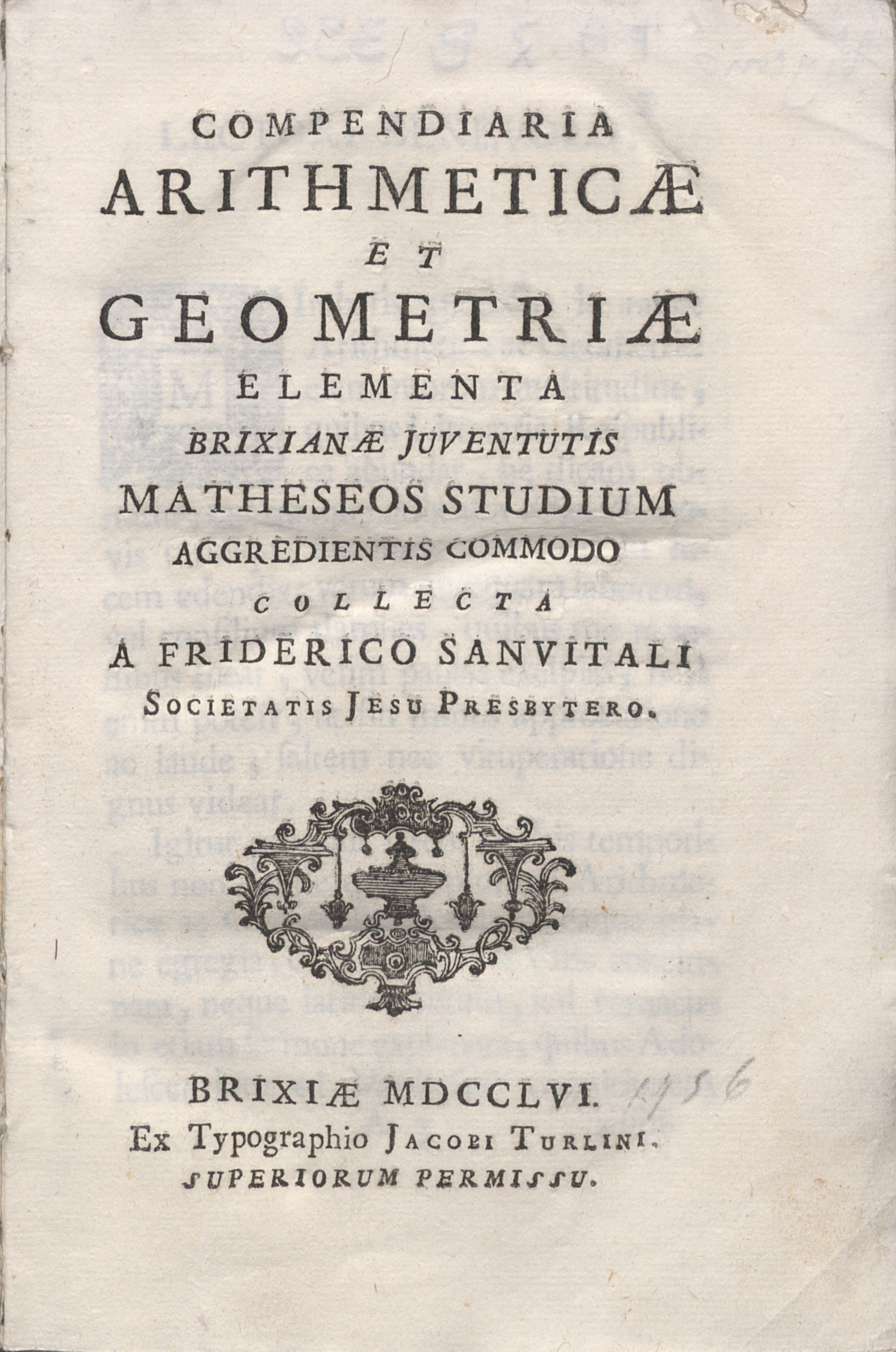
Compendiaria arithmeticae et geometriae elementa, 1756

Federico Sanvitale, né le 19 mai 1704 à Fontanellato et mort le 8 décembre 1761 à Brescia, est un mathématicien et jésuite italien.

## Biographie
Federico Sanvitale naquit en 1704, à Parme, d'une des premières familles de cette ville. Il entra jeune dans la Compagnie de Jésus et se dévoua à l'étude de la rhétorique, de la littérature et de la théologie; il s'attacha surtout et avec succès aux mathématiques. Ayant terminé avec succès ses études, il fut nommé professeur de mathématiques au collège de Brescia, où il passa la majeure partie de sa vie. Il collabora avec le cardinal Querini à l'édition des lettres du cardinal Pole. Il revit les mémoires (Commentar. de rebus ad eum pertinentibus) du cardinal Querini et se chargea de prononcer son éloge funèbre (Brescia, 1755).
Federico Sanvitali mourut au collège de Brescia, le 8 décembre 1761.

## Œuvres
- Angeli Mariæ Quirini S. R. E. cardinalis, bibliothecarii, etc., Epistolæ tres ad nobilem virum Andream Quirinum, senatorem venetum, ex italico sermone in latinum conversa, Brescia, 1753 : ces lettres ont pour objet l'ouvrage du procurateur Marco Foscarini sur la littérature vénitienne.
- (it) Orazione funebre per la morte di sua eminenza il signor cardinale Angelo Maria Querini, Brescia, Giuseppe Pasini, 1755 (lire en ligne)
- (la) Compendiaria arithmeticae et geometriae elementa, Brescia, Giacomo Turlino, 1756 (lire en ligne)
- Compendio della storia sacra ed ecclesiastica, ibid., 1761, in-8°. C'est un extrait de la Science de la jeune noblesse, par le P. Jean Duchesne.
- (it) Elementi di architettura civile, Brescia, Giammaria Rizzardi, 1765 (lire en ligne)
- Elementi d'architettura civile, ibid., 1765, in-4°, ouvrage  posthume ;
- deux dissertations : Sopra il passagio degli ucelli, dans la Raccolta di dissertaz. di diversi autori, Brescia, 1765 ; Sopra la maniera di insegnare a parlare a coloro che essendo nati sordi sono ancora muti, dans le tome 2 du même recueil.